# 鶴見事故
鶴見事故（つるみじこ）は、1963年（昭和38年）11月9日夜に神奈川県横浜市鶴見区で発生した、列車脱線多重衝突事故である。
同日21時50分50秒頃、日本国有鉄道（国鉄、現・東日本旅客鉄道）東海道本線鶴見駅 - 新子安駅間の滝坂不動踏切（現・滝坂踏切）付近の下り貨物線を走行していた貨物列車の最後部から3両目の貨車が脱線し、架線柱に激突したあと編成から切り離され、後部2両の貨車と共に上り旅客線側へ横転した。平行する下り旅客線を走行していた旅客列車が事故を現認し、非常制動を掛けて急減速した。その直後の21時51分30秒頃に上り旅客線を走行する旅客列車が横転した貨車に衝突し脱線、弾みで減速中の下り旅客列車に衝突したことで、死者161人、重軽傷者120人にのぼる人的被害を出す大惨事となった。

## 概要
事故現場（おおよその位置座標）は、東海道本線の鶴見 - 新子安間に位置していた滝坂不動踏切（位置座標）から鶴見寄り約500 m地点である。
事故地点における貨物線（品鶴線）を、定刻より4分遅れで走行中の佐原発野洲行き下り貨物列車（2365貨物・EF15形電気機関車牽引45両編成）後部3両目のワラ1形2軸貨車（ワラ501）が突然脱線。引きずられた後、架線柱に衝突し編成から外れたことにより、隣の東海道本線上り線を支障した（2365貨物列車は非常制動が作動し停止）。直後、同線を走行中の横須賀線電車の久里浜発東京行き上り2000S列車と、下り線を走行中の東京発逗子行き下り2113S列車（いずれも12両編成）がほぼ同時に進入した。
下り列車が架線の異常を発見して減速していたところへ、上り列車が90 km/h前後という高速のまま進入し、貨車と衝突した。先頭車（クハ76039）は下り線方向に弾き出され、下り列車の4両目（モハ70079）の側面に衝突して串刺しにした後、後続車両に押されて横向きになりながら5両目（クモハ50006）の車体も半分以上を削り取って停止した。
その結果、下り列車の4・5両目は台枠と車端部を残して全く原形を留めないほどに粉砕され、5両目に乗り上げた形で停止した上り列車の先頭車も大破。上下列車合わせて死者161名、重軽傷者120名を出した。

## 原因

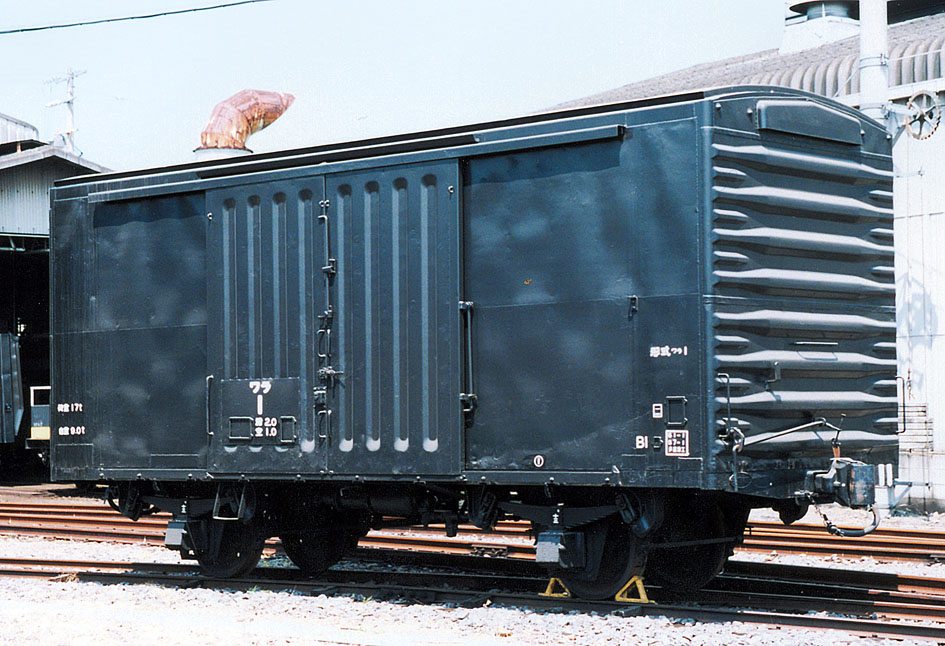
ワラ1形貨車
（事故車両の同形車）

事故後、ワラ1形が曲線出口の緩和曲線部（カーブから直線になる地点）でレールに乗り上げていた痕跡が認められた。そして国鉄は脱線原因を徹底的に調査・実験した結果、車両の問題・積載状況・線路状況・運転速度・加減速状況など様々な条件が複雑に絡み合った競合脱線であるとした。
それまで競合脱線事故の多くは貨物列車単独に被害が及ぶもので、人的被害を発生させた例は少なかったが、本事故はたまたま貨車の競合脱線とほぼ同時に上下方向から旅客列車が進入してきたことで甚大な人的被害をもたらす結果となった。これについては、貨物列車の機関士が脱線直後に発煙筒を焚いたが、短時間で消えてしまったこともあって上り列車の運転士（死亡）が見落とし、直前まで脱線に気付かず高速で貨車に激突、勢い余って横の列車を大きく破壊するに至ったものとされている。前年1962年（昭和37年）の三河島事故と同様に視界の悪い夜間であったことが被害の拡大を招いた。
また「競合脱線」という原因が見出され、原因不明として処理された過去の二軸貨車脱線事故も多くはこれが原因である疑いが強まったが、「競合脱線」とは、脱線にいたる主因が不明確であることから、解明に時間を要した。
後日、脱線を起こしたワラ1形はワム60000形類似車として配備前の実車試験が省略され、軽積載時の激しいピッチング特性が見逃されたことが明らかにされた。当時は高速電車開発で確立されつつあったバネ下重量、蛇行動など走行装置の理論を貨車にも適用可能な時期でもあったが、これは事故調査が当事者ではない独立機関で行われていれば「試験の手抜き」と「予見可能性」とで別の結論になり得た重要な事実であった。

## 対策
事故後に技術調査委員会を設け、模型実験・2軸貨車の実走行実験などで競合脱線のメカニズム解明に向けた様々な角度での研究が続けられた。1967年（昭和42年）からは、新線切替により廃線となった根室本線狩勝峠旧線（新得 - 新内）を狩勝実験線とし、貨物の積載状態や空車と積載車の編成具合から運転速度や加減速度等さまざまな条件に基づいて実際に鉄道車両を脱線させる大規模な脱線原因調査が行われた。実験は1972年（昭和47年）2月に一応の結論を出し、護輪軌条の追加設置・レール塗油器の設置・2軸貨車のリンク改良・車輪踏面形状の改良などにつながることになる。前述の通り軽負荷時の走行特性に問題のあったワラ1形も相応の改良を受けた上で国鉄末期の1986年（昭和61年）まで使用された。
これらの対策は1975年（昭和50年）までに終了し、さらに車扱貨物輸送の減少で2軸貨車が激減したため、現在は日本国内では2軸貨車の競合脱線はほぼ起こりえなくなっている。

## 事故に遭遇した著名人等
横浜市立大学学長・日本科学史学会会長を歴任した哲学者の三枝博音は、この事故で犠牲となった。三枝は日本学術会議講堂で開かれたシンポジウムの司会を務め、下り電車で鎌倉の自宅へ帰る途中だった。他にも本事故の犠牲者には、第五次南極観測隊隊員だった松川義雄、松竹歌劇団団員の千早みゆき・関由利がいる。また、女優・樹木希林（当時の芸名は悠木千帆）の実父も負傷している。
当時TBSアナウンサーの吉川久夫は下り電車に乗車しており、事故発生後は吉川本人が現場からリポートを行った。ボクシング中継の実況アナウンサーであった吉川は、東京都渋谷区に存在していたリキ・スポーツパレスでのプロボクシング興行の収録を終えて、渋谷から山手線で品川に出て、品川から帰宅のため乗車していたところ事故に巻き込まれた。
将棋観戦記者の倉島竹二郎は、下り電車に乗車していたが一両違いで危難を免れた。
直接の被災者ではないが、当時毎日放送のアナウンサーだった金子勝彦はこの事故で義弟を失った。これが契機となり、翌年1964年に東京12チャンネル（現・テレビ東京）へ開局と同時に移籍した。

## 事故当日や現場について
事故発生時には、NETテレビ（現在のテレビ朝日）でアメリカ製作のテレビドラマ「ハワイアン・アイ」が、TBSテレビで「ザ・ルーシー・ショー」が、それぞれ放映されていて、その事から事故捜査を担当した神奈川県警察が付近住民を事情聴取した際、番組を見ていた多くの住民が事故発生時刻をはっきりと覚えている結果に繋がった。また、これらの検証により貨物列車が約4分遅れで運行していたことがわかった。
この日、福岡県大牟田市の三井三池炭鉱で死者458人を出した大爆発事故も発生したため、「血塗られた土曜日」「魔の土曜日」と呼ばれた。
事故の3年前の1960年（昭和35年）12月2日には、同じ滝坂不動踏切で架線試験中の機関車とマイクロバスが接触。死者9人、重軽傷9人を出す事故が発生している。

## 慰霊碑

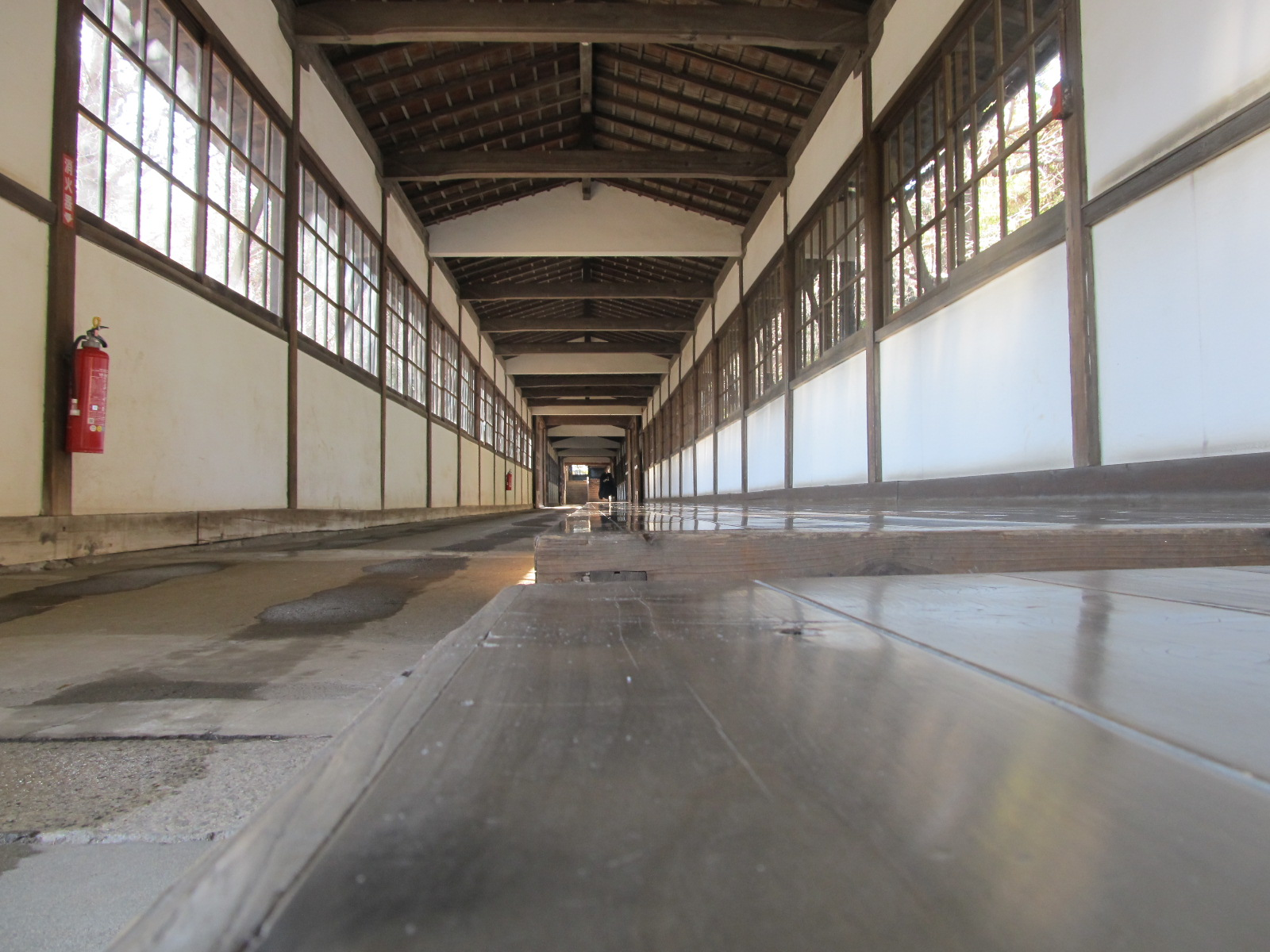
總持寺の長廊下で行われている鶴見事故の水供養。平行する土間（写真左）に水の線が二本撒かれている。

鶴見区の事故現場沿いに「国鉄鶴見事故遭難者供養之塔」が建てられている（岸谷1丁目の線路沿いに建立）。
同じく鶴見区の總持寺境内に慰霊碑がある。この慰霊碑には、運転士1人を除く乗客の犠牲者160人の名前が刻まれており、国鉄分割民営化以後はJR東日本横浜支社が毎年事故のあった11月9日に慰霊献花を実施している。犠牲者の遺体の一部は、緊急措置として付近の總持寺の百間廊下に運ばれた。總持寺では事故直後から朝昼の2回、長い廊下にじょうろで水を引く水供養が修行僧の日課となった。水供養の線の意味には諸説あり、一説には当初は3本線で両側が線路で真ん中の線が線香を意味していたとされるが、2本線となっており2本の線香を意味しているとされる。

## 事故を扱った作品
テレビドキュメンタリー番組『カメラルポルタージュ ひとり帰ってこなかった』がTBSテレビにより製作された。この事故で犠牲となったある男性サラリーマンにスポットを当て、男性の母親と婚約者の女性の悲痛な叫びが事故の悲惨さを物語っている。